# Lifehacker
Lifehacker.com è un blog statunitense di proprietà Gawker Media che si occupa di tecnologia e informatica.

## Storia
Il sito è attivo dal 31 gennaio 2005, ed è affiancato da Lifehacker Australia e Lifehacker Japan, edizioni che offrono articoli più specifici per lettori australiani e giapponesi.
La fondatrice Gina Trapani ha scritto come unica blogger fino al settembre 2005, quando è stata affiancata da Adam Pash e Kevin Purdy. Nel 2006 Gina Trapani ha pubblicato il libro Lifehacker: 88 Tech Tricks to Turbocharge Your Day.

## Riconoscimenti
Tra i riconoscimenti ricevuti dal sito:
- Nel 2005 il TIME ha nominato Lifehacker uno dei "50 siti più Cool",[2] nel 2006 lo ha inserito nella classifica dei "25 siti senza cui non si può vivere"[3] e nel 2009 al terzo posto tra i "25 migliori blog dell'anno"[4]
- CNET ha nominato Lifehacker nella classifica dei migliori 100 blog nell'ottobre 2005[5]
- Wired ha consegnato a Gina Trapani il Rave Award 2006 come miglior blog[6]
- Nel 2007 Lifehacker ha ricevuto un Blog Award[7]
- Nell'ottobre 2007 PC Magazine ha nominato Lifehacker nella classifica dei 100 blog preferiti.[8]